# Duguetia rigida
Duguetia rigida R.E.Fr. – gatunek rośliny z rodziny flaszowcowatych (Annonaceae Juss.). Występuje naturalnie w Wenezueli, Gujanie oraz Brazylii (w stanach Amazonas i Roraima). 

## Morfologia
PokrójZimozielone drzewo dorastające do 2–20 m wysokości. Młode pędy są owłosione.
LiścieMają eliptyczny kształt. Mierzą 10–27 cm długości oraz 4,5–10 cm szerokości. Są lekko owłosione od spodu. Blaszka liściowa jest o spiczastym wierzchołku.
KwiatySą pojedyncze lub zebrane w pary, rozwijają się w kątach pędów. Działki kielicha mają owalny kształt i dorastają do 10–20 mm długości. Płatki mają białą lub żółtawą barwę, osiągają do 20–30 mm długości.
OwoceZebrane po 40–60 w owocostany o kulistym kształcie. Osiągają 15–35 mm średnicy.

## Biologia i ekologia
Rośnie w lasach. Występuje na wysokości od 800 do 2000 m n.p.m.

## Zastosowanie
Pokruszona kora wymieszana w wodzie ma działanie przeciwpasożytnicze. Ponadto młode gałązki tego gatunku używane są jako wędki.